# Дошаб
Дошаб — уварений на водяній бані, концентрований фруктовий сік. Виготовляється з виноградного, абрикосового або шовковичного соку без додавання цукру. Має консистенцію густого соусу. Використовується як приправа до салатів та м’ясних страв, як напівфабрикат при виготовленні десертів, халви, шороцу, чурчхели, суджуку, симіту. Також використовується в лікувальних цілях. Розповсюджений у Кавказському регіоні та на Близькому Сході.